# 瓦西里夫卡 (基利亞市鎮)
45°31′35″N 29°9′55″E / 45.52639°N 29.16528°E
瓦西里夫卡（烏克蘭語：Василівка）是位於烏克蘭西南部的村莊，由敖德萨州伊茲梅爾區的基利亞市鎮負責管轄。該村始建於1775年，面積2.26平方公里，海拔高度16米，2001年人口1,220，人口密度每平方公里539.82人。